# Rebeliones de Desmond
Las Rebeliones de Desmond fueron dos conflictos armados que tuvieron lugar entre 1569-1573 y entre 1579-1583 en el Sur de la provincia de Munster, Irlanda. (Desmond es la denominación inglesa de Deasmumhain, que significa Sur de Munster). Las rebeliones fueron organizadas principalmente por los Fitzgerald de Desmond y sus aliados, contra los Butlers de Ormonde por una parte y el gobierno isabelino, que buscaba extender su control sobre la provincia de Munster, por otro. Junto a los intereses políticos ya mencionados, la intervención papal introdujo en el conflicto un factor religioso (católicos contra protestantes). Las rebeliones acabaron con el poderío de los Fitzgerald de Desmond y dio paso a la posterior colonización de Munster por parte de Inglaterra.

## Causas
El Sur de Irlanda 
(Munster y Sur de Leinster) había estado dominado durante los siglos precedentes por las familias conocidas como ingleses viejos, como los Butler de Ormond y los Fitzgerald de Desmond. Ambas familias tenían sus propios ejércitos y se guiaban por sus propias leyes, mezcla de costumbres inglesas e irlandesas, independientes totalmente del gobierno inglés de Dublín. Sin embargo, a partir de 1530, las sucesivas administraciones habían intentado expandir el control inglés sobre toda la isla. (Véase reconquista Tudor de Irlanda). En la década de 1560, la atención de la corona se centró en el Sur de la isla y se encomendó a Henry Sidney, nombrado Lord Diputado, la misión de someter a las poderosas familias de ingleses viejos a la autoridad de la corona. Para ello, estableció la creación de Presidencias provinciales gobiernos militares provinciales que reemplazarían a la nobleza local, ya fuera de ingleses viejos o gaélica, como garante de la seguridad.
Las familias locales contemplaban estas presidencias como una intromisión en su esfera de influencia, molestándoles en sus actuaciones. Esto se pudo comprobar cuando las familias de los Butler y de los Fitzgerald se enfrentaron en la batalla de Affane en 1565, en territorio del actual condado de Waterford. Esto significaba una infracción en toda regla, por lo que Isabel I de Inglaterra convocó a los cabezas de ambas familias en Londres para pedirles explicaciones. Sin embargo, el tratamiento dispensado a ambos fue muy distinto. Thomas Butler, primo de la reina, fue perdonado, mientras que tanto Gerald Fitzgerald (en 1567) como su hermano, John Desmond, considerado como el verdadero jefe militar de la familia, (en 1568) fueron arrestados y retenidos en la torre de Londres a instancias de Ormonde.
Este hecho dejó a los Geraldinos de Munster sin un líder claro y la administración del territorio fue a recaer en James Fitzmaurice Fitzgerald, capitán general del ejército de Desmond. A Fitzmaurice, como soldado profesional que era, no le interesaba la creación de un orden desmilitarizado en Munster sin ejércitos privados en los que trabajar. Además, la perspectiva de nuevas confiscaciones por parte de Sidney y Peter Carew, significó mayores apoyos para FitzMaurice. Importantes clanes gaélicos, como MacCarthy Mor, O'Sullivan Beare, y O'Keefe y dos miembros de la familia Butler decidieron ponerse del lado del rebelde. El propio Fitzmaurice había perdido sus tierras de Kerricurrihy en Cork, que habían sido entregadas a colonos ingleses. Además, como católico devoto, Fitzmaurice estaba influido por las ideas de Contrarreforma, y veía a los gobernadores protestantes como a sus enemigos. Con el propósito de desalentar a Sidney en su propósito de establecer una Presidencia Provincial en Munster, y restablecer la primacía de los FitzGerald sobre los Butlers, planeó una rebelión contra la presencia inglesa en el Sur de la isla y contra el conde de Ormonde. De todos modos, los objetivos de FitzMaurice iban más allá de la mera recuperación de la supremacía en un reino de Irlanda dominado por Inglaterra. Antes de la rebelión, había enviado secretamente a Maurice MacGibbon, arzobispo católico de Cashel a España en busca de la ayuda militar de Felipe II.

## Primera rebelión de Desmond
En junio de 1569, FitzMaurice atacó la colonia inglesa de Kerrycurihy, al sur de Cork, en lo que iba a ser el comienzo de la primera rebelión de Desmond, antes de lanzarse contra la ciudad de Cork y aquellos señores nativos que se hubieran negado a secundar la revuelta. Con unos 4500 efectivos puso sitio luego a Kilkenny, sede de los Condes de Ormonde. Sidney, por su parte, movilizó sus tropas, que partieron de Dublín hacia el sur, donde recibió otros 400 hombres de refuerzo que desembarcaron en Cork. Thomas Butler regresó de Londres y consiguió que los Butlers rebeldes depusieran su actitud. Junto con Sidney y Humphrey Gilbert, gobernador de Munster, devastaron las tierras de los aliados de FitzMaurice, lo que obligó a estos a volver a sus territorios para defenderlos. Gilbert fue particularmente cruel en sus acciones, matando civiles y colocando un pasillo de cabezas cercenadas en las cercanías de sus campamentos.
A finales de 1569 estalló una rebelión similar en el norte de Inglaterra, aunque fue sofocada rápidamente. Estas revueltas movieron al papa Pío V a emitir Regnans in Excelsis el 25 de febrero de 1570, apoyando los movimientos rebeldes. A partir de entonces, la actitud tolerante de Isabel I hacia la iglesia romana, dio paso a una supresión de las actividades de la Iglesia católica.
Sidney expulsó a FitzMaurice a las montañas de Kerry, desde donde se vio obligado a usar tácticas de guerrilla contra los ingleses y sus aliados. Hacia 1570, la mayoría de los aliados de FitzMaurice se habían sometido al Lord Diputado. El más importante, Donald MacCarthy Mor se rindió en noviembre de 1569. Pese a todo, FitzMaurice prolongó sus operaciones durante otros tres años. En ese tiempo, y pese a la persecución de la que fue objeto por parte de John Perrot (presidente de Munster desde febrero de 1571), el rebelde consiguió capturar un barco inglés en las cercanías de Kinsale e incendiar la población de Killmallock.
Pero finalmente, ante la paulatina reducción de sus fuerzas, FitzMaurice se vio obligado a capitular ante Perrot, sometiéndose a la corona el 23 de febrero de 1573 tras haber conseguido el perdón real. Sin embargo, en 1574 volvió a ser desposeído de sus tierras durante la expedición de Walter Devereux, conde de Essex, y en 1575 decidió partir hacia Francia para tratar de buscar apoyos a la rebelión entre las potencias católicas (especialmente Francia y España).
Entretanto, el conde de Desmond y su hermano John habían sido liberados por la reina Isabel en 1573 para pacificar la situación y reconstruir sus territorios. Sin embargo, tras el nuevo acuerdo impuesto por Londres, el conde de Desmond sólo podría disponer de una fuerza de 20 caballeros; además, sus arrendatarios y clientes no podrían prestarle servicios militares ni alojar a sus tropas, sino que únicamente estarían obligados al pago de rentas económicas. Posiblemente, el más beneficiado de esta primera rebelión fue el conde de Ormonde, que se convirtió en el señor más poderoso del sur de Irlanda.
Aunque todos los jefes locales habían sido sometidos al final de la rebelión, los métodos usados provocaron resentimiento entre los afectados, especialmente entre los mercenarios irlandeses, conocidos por gall oglaigh ("gallowglass" para los ingleses). William Drury, presidente de Munster desde 1576, ejecutó a 700 de ellos en los años inmediatamente posteriores a la rebelión. Como consecuencia de la revuelta, se prohibieron nuevamente las costumbres y hábitos gaélicos, tales como las leyes de Brehon, los ropajes irlandeses, la poesía bárdica y el mantenimiento de ejércitos privados, lo que causó gran descontento entre los irlandeses nativos. Por otra parte el goteo constante de colonos ingleses continuaba representando una amenaza para los señores nativos, que veían como, poco a poco, sus propiedades iban reduciéndose. Por ello cuando, algunos años más tarde se produjo el desembarco de Fitzmaurice en costas irlandesas, se encontró con una población descontenta de los ingleses y dispuesta a seguirle.

## La segunda rebelión de Desmond
La Segunda Rebelión de Desmond se inició con la invasión de Munster organizada por FitzMaurice en 1579. Durante su exilio en Europa, se había convertido en un soldado de la Contrarreforma y mantenía que, al estar excomulgada Isabel I, los católicos irlandeses no le debían lealtad alguna. El papa Gregorio XIII concedió indulgencia a FitzMaurice y le proveyó de tropas y dinero.
El 18 de julio de 1579 desembarcó en Smerwick, cerca de Dingle (actual condado de Kerry), con un pequeño contingente de tropas españolas e italianas, y el 1 de agosto se unió a John Desmond que había conseguido reunir un ejército más numeroso formado por parientes y otros hombres de espada descontentos con el gobierno inglés en la isla. Posteriormente, otros clanes gaélicos y familias de ingleses viejos se unieron a la revuelta. Tras la muerte de Fitzmaurice durante una escaramuza con los MacWilliam Burke, John Desmond asumió el mando de los rebeldes el 18 de agosto.
Gerald, el conde de Desmond, permaneció inicialmente al margen de las operaciones, tratando de mantenerse neutral. Pero cuando las autoridades inglesas le proclamaron traidor, no dudó en unirse a la rebelión. Saqueó las ciudades de Youghal (13 de noviembre) y Kinsale y devastó los territorios de los ingleses y sus aliados. Pese a todo, en el verano de 1580, las tropas inglesas al mando de William Pelham, y las irlandesas reclutadas por Butler habían conseguido controlar la costa sur y asolaban las tierras de los Desmond y sus aliados. Tras la captura del castillo de Carrigafoyle, a orillas del río Shannon, consiguieron aislar a las fuerzas de los Geraldines y prevenir, de paso, futuros desembarcos extranjeros.
El foco de la rebelión se desplazó entonces a Leinster, donde el jefe gaélico Fiach McHugh O'Byrne y el vizconde Baltinglass se unieron a la causa de los FitzGerald. Los ingleses enviaron una fuerza encabezada por el nuevo lord diputado Arthur Grey, XIV barón Grey de Wilton contra ellos, pero los insurrectos les emboscaron y masacraron en la batalla de Glenmalure, el 25 de agosto, causando 800 bajas. Sin embargo, los rebeldes de Leinster no fueron capaces de capitalizar su victoria ni de coordinar su estrategia con Munster.
El 10 de septiembre de 1580, 600 hombres pertenecientes a las fuerzas papales desembarcaron en Smerwick en Kerry para apoyar la rebelión, pero fueron sitiados en el fuerte de Dun an Oír, y, tras un asedio de tres días, masacrados por las tropas inglesas. Entretanto, la política de tierra quemada extendió el hambre entre la población civil, lo que motivó que, uno tras otro, los jefes gaélicos aliados de los Geraldines fueran acogiéndose al perdón ofrecido por la reina Isabel I. Por si esto fuera poco, a principios de 1582, John Desmond, líder de la rebelión caía muerto en Cork.
El Gerald FitzGerald se refugió entonces en las montañas de Kerry con los Geraldines que aún quedaban, y durante dos años se dedicó a ocultarse y lanzar pequeñas expediciones de guerrilla contra los ingleses, hasta que el 2 de noviembre de 1583 fue capturado en Tralee por los miembros del clan Moriarty, que le dieron muerte.
Sus captores cobraron un precio de 1000 libras de plata. La cabeza fue enviada a Isabel I a Londres, y sus restos permanecieron expuestos triunfalmente en las murallas de Cork.

## Consecuencias
Después de tres años de devastación, el hambre se extendió por Munster. En abril de 1582, Sir Warham St Leger, administrador de la provincia, estimó que en los seis meses anteriores habían fallecido en torno a 30.000 personas a causa de la hambruna. Brotes de plaga aparecieron en la ciudad de Cork, donde mucha gente se había refugiado durante las rebeliones. Mucho tiempo después del fin de la guerra, la gente seguía muriendo de hambre y enfermedad; de hecho se estima que, hacia 1589, un tercio de la población de Munster había fallecido. Grey fue convocado a presencia de Isabel I por su excesiva brutalidad.
Las guerras de las décadas de 1570-1580 marcaron un punto de inflexión en Irlanda. Aunque el control inglés sobre la isla distaba mucho de ser total, el escollo de los Geraldines había sido superado, y, a partir de entonces, Munster iba a ser colonizado con colonos ingleses leales a la corona, según lo dispuesto en los acuerdos de 1585. Los miles de soldados ingleses enviados a sofocar las rebeliones fueron asentados en las tierras confiscadas a los Desmond, creando con ello la Colonización de Munster.
Años después, la Rebelión de Tyrone, y la consiguiente guerra de los Nueve Años, marcaría la consolidación definitiva del poder inglés en Irlanda y el final del sueño de una Irlanda gaélica independiente.